# Strömsholm
Strömsholm est une localité située à proximité de Herrskogen, dans la municipalité de Hallstahammar, comté de Västmanland, en Suède. Elle compte 664 habitants en 2010.